# Mikaël Kingsbury
Mikaël Kingsbury (Sainte-Agathe-des-Monts, 24 juli 1992) is een Canadese freestyleskiër. Hij vertegenwoordigde zijn vaderland op de Olympische Winterspelen 2014 in Sotsji en op de Olympische Winterspelen 2018 in Pyeongchang.

## Carrière
Kingsbury maakte in januari 2010 in Calgary zijn wereldbekerdebuut. Twee maanden later scoorde de Canadees in het Zweedse Åre zijn eerste wereldbekerpunten, daags nadien behaalde hij zijn eerste toptien klassering.
Bij de openingswedstrijd van het seizoen 2010/2011, in Ruka, stond Kingsbury voor de eerste maal op het podium van een wereldbekerwedstrijd, tien dagen later boekte de Canadees in Beida Lake zijn eerste wereldbekerzege. Op de wereldkampioenschappen freestyleskiën 2011 in Deer Valley veroverde Kingsbury de zilveren medaille op het onderdeel dual moguls en de bronzen medaille op het onderdeel moguls. In het wereldbekerseizoen 2011/2012 behaalde hij de eindzege in zowel het algemeen klassement als in het mogulsklassement. In Voss nam de Canadees deel aan de wereldkampioenschappen freestyleskiën 2013. Op dit toernooi werd hij wereldkampioen op het onderdeel moguls en sleepte hij de zilveren medaille in de wacht op het onderdeel dual moguls. In het wereldbekerseizoen 2012/2013 prolongeerde hij de eindzege in zowel het algemeen klassement als in het mogulsklassement. Tijdens de Olympische Winterspelen van 2014 in Sotsji veroverde Kingsbury de zilveren medaille op het onderdeel moguls. Aan het eind van het wereldbekerseizoen 2013/2014 legde hij voor derde maal op rij beslag op de eindzege in zowel het algemeen klassement als in het mogulsklassement.
Op de wereldkampioenschappen freestyleskiën 2015 in Kreischberg werd Kingsbury wereldkampioen op het onderdeel dual moguls, op het onderdeel moguls sleepte hij de zilveren medaille in de wacht. In de Spaanse Sierra Nevada nam de Canadees deel aan de wereldkampioenschappen freestyleskiën 2017. Op dit toernooi behaalde hij de bronzen medaille op het onderdeel moguls, op het onderdeel dual moguls eindigde hij op de dertiende plaats. Tijdens de Olympische Winterspelen van 2018 in Pyeongchang veroverde Kingsbury de gouden medaille op het onderdeel moguls.
Op de wereldkampioenschappen freestyleskiën 2019 in Park City werd de Canadees wereldkampioen op zowel het onderdeel moguls als het onderdeel dual moguls.

## Resultaten

### Olympische Winterspelen
| Jaar | Plaats      | Resultaten |
| ---- | ----------- | ---------- |
| 2014 | Sotsji      | Moguls     |
| 2018 | Pyeongchang | Moguls     |

### Wereldkampioenschappen
| Jaar | Plaats        | Resultaten               |
| ---- | ------------- | ------------------------ |
| 2011 | Deer Valley   | Dual Moguls · Moguls     |
| 2013 | Voss          | Dual Moguls · Moguls     |
| 2015 | Kreischberg   | Dual Moguls · Moguls     |
| 2017 | Sierra Nevada | 13e Dual Moguls · Moguls |
| 2019 | Park City     | Dual Moguls · Moguls     |

### Wereldbeker
Eindklasseringen
| Seizoen   | Algm | MO    |
| --------- | ---- | ----- |
| 2009/2010 | 64e  | 22e   |
| 2010/2011 | 4e   | Brons |
| 2011/2012 | Goud | Goud  |
| 2012/2013 | Goud | Goud  |
| 2013/2014 | Goud | Goud  |
| 2014/2015 | Goud | Goud  |
| 2015/2016 | Goud | Goud  |
| 2016/2017 | Goud | Goud  |
| 2017/2018 | Goud | Goud  |
| 2018/2019 | Goud | Goud  |
| 2019/2020 | Goud | Goud  |

Wereldbekerzeges
| Datum            | Plaats         | Onderdeel   |
| ---------------- | -------------- | ----------- |
| 21 december 2010 | Beida Lake     | Moguls      |
| 29 januari 2011  | Calgary        | Moguls      |
| 10 december 2011 | Ruka           | Moguls      |
| 20 december 2011 | Méribel        | Dual Moguls |
| 14 januari 2012  | Mont Gabriel   | Dual Moguls |
| 19 januari 2012  | Lake Placid    | Moguls      |
| 28 januari 2012  | Calgary        | Moguls      |
| 2 februari 2012  | Deer Valley    | Moguls      |
| 12 februari 2012 | Beida Lake     | Moguls      |
| 18 februari 2012 | Naeba          | Moguls      |
| 15 december 2012 | Ruka           | Dual Moguls |
| 17 januari 2013  | Lake Placid    | Moguls      |
| 26 januari 2013  | Calgary        | Moguls      |
| 31 januari 2013  | Deer Valley    | Moguls      |
| 15 februari 2013 | Sotsji         | Moguls      |
| 23 februari 2013 | Inawashiro     | Moguls      |
| 15 december 2013 | Ruka           | Moguls      |
| 5 januari 2014   | Calgary        | Moguls      |
| 9 januari 2014   | Deer Valley    | Moguls      |
| 2 maart 2014     | Inawashiro     | Dual Moguls |
| 16 maart 2014    | Voss           | Dual Moguls |
| 3 januari 2015   | Calgary        | Moguls      |
| 9 januari 2015   | Deer Valley    | Moguls      |
| 10 januari 2015  | Deer Valley    | Dual Moguls |
| 29 januari 2015  | Lake Placid    | Moguls      |
| 7 februari 2015  | Val Saint-Côme | Moguls      |
| 28 februari 2015 | Tazawako       | Moguls      |
| 1 maart 2015     | Tazawako       | Dual Moguls |
| 12 december 2015 | Ruka           | Dual Moguls |
| 23 januari 2016  | Val Saint-Côme | Moguls      |
| 30 januari 2016  | Calgary        | Moguls      |
| 28 februari 2016 | Tazawako       | Dual Moguls |
| 5 maart 2016     | Moskou         | Dual Moguls |
| 10 december 2016 | Ruka           | Moguls      |
| 21 januari 2017  | Val Saint-Côme | Moguls      |
| 2 februari 2017  | Deer Valley    | Moguls      |
| 4 februari 2017  | Deer Valley    | Dual Moguls |
| 11 februari 2017 | Pyeongchang    | Moguls      |
| 18 februari 2017 | Tazawako       | Moguls      |
| 19 februari 2017 | Tazawako       | Dual Moguls |
| 25 februari 2017 | Thaiwoo        | Moguls      |
| 26 februari 2017 | Thaiwoo        | Dual Moguls |
| 9 december 2017  | Ruka           | Moguls      |
| 21 december 2017 | Thaiwoo        | Moguls      |
| 22 december 2017 | Thaiwoo        | Moguls      |
| 6 januari 2018   | Calgary        | Moguls      |
| 10 januari 2018  | Deer Valley    | Moguls      |
| 11 januari 2018  | Deer Valley    | Moguls      |
| 18 maart 2018    | Megève         | Dual Moguls |
| 7 december 2018  | Ruka           | Moguls      |
| 15 december 2018 | Thaiwoo        | Moguls      |
| 16 december 2018 | Thaiwoo        | Dual Moguls |
| 12 januari 2019  | Calgary        | Moguls      |
| 26 januari 2019  | Mont Tremblant | Moguls      |
| 23 februari 2019 | Tazawako       | Moguls      |
| 24 februari 2019 | Tazawako       | Dual Moguls |
| 7 december 2019  | Ruka           | Moguls      |
| 15 december 2019 | Thaiwoo        | Dual Moguls |
| 25 januari 2020  | Mont Tremblant | Moguls      |
| 1 februari 2020  | Calgary        | Moguls      |
| 8 februari 2020  | Deer Valley    | Dual Moguls |
| 22 februari 2020 | Tazawako       | Moguls      |
| 7 maart 2020     | Krasnojarsk    | Dual Moguls |
| 4 februari 2021  | Deer Valley    | Moguls      |
| 5 februari 2021  | Deer Valley    | Dual Moguls |